# Université Sidi Mohamed Ben Abdellah
Pour les articles homonymes, voir Ben Abdellah.
L’université Sidi Mohamed Ben Abdellah de Fès (en arabe : جامعة سيدي محمد بن عبد الله ) est une institution d’enseignement public supérieur et de recherche scientifique marocaine, à but non lucratif.
Elle est située dans la ville de Fès au Maroc. Elle a été fondée le 17 octobre 1975.

## Histoire
Par Dahir no 2.75.662 du 11 chaoual 1395 (17 octobre 1975) et conformément aux directives Royales visant d'une part à rapprocher les établissements de l'enseignement supérieur des chercheurs et des étudiants et, d'autre part, à intégrer l'université dans son environnement propre et à promouvoir la recherche pour le développement et le bien-être régional et national, a été créée l'université Sidi Mohamed Ben Abdellah à Fès. Avant la création de l'université, existaient déjà à Fès des établissements annexes des facultés des lettres et des sciences humaines et des sciences juridiques, économiques et sociales de Rabat ainsi qu'une cité universitaire.
Et depuis sa création, l'université Sidi Mohamed Ben Abdellah de Fès a connu une expansion importante tant au niveau de la structure et du nombre d'établissements qu'à celui des effectifs des enseignants chercheurs, cadres administratifs et étudiants.
En août 2018, l'université est plongée dans un scandale. En effet elle est accusée de vendre des accès à un master contre la somme de 40.000 dirhams. Le ministère de l'Enseignement supérieur et la direction de l'université lancent une enquête en dénonçant une action « contraire à l'éthique universitaire »,.

## Président
Professeur Mustapha IJJAALI.

## Établissements
L'université Sidi Mohamed Ben Abdellah de Fès comprend actuellement en plus de la présidence, treize établissements et centre d'enseignements supérieurs et de recherche répartis en quatre sites universitaires :
Site Fès-Dhar El Mehraz
Le campus Dhar El Mehraz situé à trois kilomètres du centre-ville de Fès :
| Établissement                                           | Ville              | Création | Ouverture |
| ------------------------------------------------------- | ------------------ | -------- | --------- |
| Faculté des sciences                                    | Fès Dhar El Mehraz | 1980     |           |
| Faculté des lettres et des sciences humaines            | Fès Dhar El Mehraz | 1961     |           |
| Faculté des sciences juridiques, économique et sociales | Fès Dhar El Mehraz | 1975     |           |

Site de Fès-Sais
Le Campus Universitaire Fès-Sais situé à trois kilomètres du centre-ville de Fès :
| Établissement                                                      | Ville    | Création | Ouverture |
| ------------------------------------------------------------------ | -------- | -------- | --------- |
| Faculté des sciences et techniques                                 | Fès Sais | 2006     |           |
| Faculté des lettres et des sciences humaines (Shari'a)             | Fès Sais | 1992     |           |
| École Supérieure de Technologie                                    | Fès Sais | 1986     |           |
| Faculté de médecine et de pharmacie de Fès et de médecine dentaire | Fès Sais | 1999     |           |
| École nationale des sciences appliquées                            | Fès Sais | 2007     |           |
| École nationale de commerce et de gestion                          | Fès Sais | 2007     |           |

Site de Taza
Le site comprend la faculté polydisciplinaire de Taza qui a ouvert ses portes en septembre 2003 accueillant plus de 1 450 étudiants de la région de Taza :
| Établissement                     | Ville | Création | Ouverture |
| --------------------------------- | ----- | -------- | --------- |
| Faculté polydisciplinaire de Taza | Taza  |          | 2003      |

Site de Taounate
Le site de Taounate comprend la faculté polydisciplinaore de Taounate:
| Établissement                         | Ville    | Création | Ouverture |
| ------------------------------------- | -------- | -------- | --------- |
| Faculté polydisciplinaire de Taounate | Taounate |          |           |

## Personnalités liées à l'université

### Étudiants
- Asma Benadada, sociologue marocaine ;
- Majda Benarbia, master en marchés financiers participatifs ;
- Mohammed Kacimi Alaoui, coordinateur national de la Commission nationale des étudiants en médecine, médecine dentaire et en pharmacie du Maroc[7]